# Le Combat du Kearsarge et de l'Alabama
Le Combat du Kearsarge et de l'Alabama est un tableau réalisé par le peintre Édouard Manet en 1865. La toile immortalise le combat naval à Cherbourg, au large des côtes normandes, entre le navire de l'Union USS Kearsarge et le bâtiment confédéré CSS Alabama le 19 juin 1864. Ces deux navires américains, l'un nordiste l'autre sudiste, s'étaient affrontés dans le cadre de la guerre de Sécession, à plus de six mille kilomètres de leur pays. Cette bataille annoncée — le Kearsarge attendait la sortie de l’Alabama du port français — avait eu un grand écho dans la presse française et s'était déroulée sous les yeux de centaines de badauds.
L'œuvre, en dépeignant l’Alabama prêt à sombrer, est une annonce prémonitoire de la défaite finale des sudistes. Le fait que les deux bateaux soient relégués si loin en arrière-plan n'a pas été sans susciter des interrogations, Barbey d'Aurevilly ayant été jusqu'à avancer que ce choix de l'artiste rend la mer bien plus impressionnante que le combat lui-même.
Le peintre de marine Louis Le Breton (1818-1866) a également peint ce combat dans un tableau au même titre.